# Пирогова Ольга Павлівна
Ольга Павлівна Пирогова, до шлюбу Мосендз (15 вересня 1937, Кривохижинці, Вінницька область,— 16 травня 2004, Дунаївці,) — українська лікарка-фтизіатриня, остання головна лікарка Дунаєвецького протитуберкульозного медичного диспансеру, краєзнавиця, фермерка, філантропка, літературознавиця, книжкова колекціонерка (бібліофілка) та громадська активістка.

## Біографія
Народилася у с. Кривохижинці в родині селян з українського роду польсько-литовського походження — Мосендзів. Мати — Мотрона Іллівна Кухарик, все життя пропрацювала у місцевому Колгоспі, батько — Павло Савич Мосендз, тривалий час працював лісником та займався бджолярством.
З 1944 по 1948 навчалася в школі с. Кривохижинці, та одразу була переведена у другий клас навчання. З огляду на матеріально-кадрову обмеженість місцевої сільської школи в 1948 році переводиться на навчання до школи с. Снітків. Спочатку навчалася в приміщенні Снітківської земської школи (біла школа), а з 1950-го року в переобладнаній для старших класів двоповерховій будівлі "червоної школи". На відмінно закінчивши навчання у всіх класах, випускається зі Снітківської неповної середньої школи у 1951 році та вступає до Чернівецької медичного школи № 1. У липні 1954 року медичну школу реорганізовано в медичне училище. У 1955 році на відмінно закінчує навчання в Чернівецькому медичному училищі № 1 (нині Чернівецький медичний фаховий коледж), та вступає на лікарський факультет Чернівецького державного медичного інституту (нині Буковинський державний медичний університет).
Багатоетнічний склад студентської громади тих часів забезпечив обмін культурними традиціями в університетському середовищі. Саме в цей час Ольга Мосендз вивчає одразу кілька мов, найпоширеніших серед студентів: німецьку, румунську, молдавську та польську. У студентські роки знайомиться з молодою артисткою Софією Ротару.
Професійна діяльність (1961—2004)
У 1961 році, після закінчення навчання в інституті, отримала направлення на роботу в м. Дунаївці, де до 1968 року працювала лікаркою ординаторкою в Дунаєвецькому протитуберкульозному диспансері. У 1968—1973 рр. Ольга Пирогова — завідувачка відділенням в тубдиспансері. З грудня 1973 року обіймала посаду головної лікарки в Дунаєвецькому протитуберкульозному медичному диспансері.
У 1981 році Ользі Пироговій, як досвідченій фахівчині, пропонують роботу на базі сучасної військової частини м.Щолково у Підмосков'ї. Але вона відмовляється на користь колективу тубдиспансеру, бачачи себе більш корисною в Дунаївцях.
У 1980-х роках на початку хвилі епідемії фіксуються випадки мутації туберкульозу, що проявляється у майже повній резистентності збудника хвороби до антибіотиків, а саме до ізоніазиду та рифампіцину. Як наслідок, суттєво зросла кількість зафіксованих захворювань серед осіб молодого віку та забезпечених верств населення. Дунаєвецьким тубдиспансером посилюються профілактичні заходи, зокрема здійснюється програма всебічного охоплення щеплення дітей у навчальних закладах та пологовому відділенні Центральної районної лікарні. Маючи в розпорядженні власний харчовий блок, у лікувальному закладі починається робота з покращення режиму харчування та оптимізації раціону хворих. Крім того, значно активізоване санаторно-курортне лікування хворих. В цей період Ольга Пирогова на базі Дунаєвецького протитуберкульозного медичного диспансеру разом з колегами фтизіатрами з Малііївців, Голозубинців, Нової Ушиці, Хмельницького досліджують нові підходи у боротьбі з хворобою. Налагоджується використанням нових схем лікування — шляхом комбінування кількох діючих препаратів. На певний період часу вдається стабілізувати спалах захворюваності. Зафіксовано збільшення кількості хворих, знятих з диспансерного обліку з діагнозом туберкульозу.
У 1990-х діяльність лікувального закладу опиняється під загрозою у зв'язку з браком коштів на фінансування державних медичних програм та через загальнодержавне скорочення штату медичного персоналу. Але Ольга Пировога, за підтримки голови Дунаєвецької районної лікарні Понцака Івана Миколайовича, зберігає кваліфікованих працівників та забезпечує діяльність диспансеру в складний соціально-економічний період для регіону та країни в цілому. На хвилі загострення серед місцевого населення проявів наркоманії та зі зростанням кількості соціально незахищених верств населення, лікування туберкульозу набуло пікової потреби. У своїй професійній діяльності Ольга Пирогова завжди наголошувала на очевидній істині, що туберкульоз - це хвороба бідності. 
У 2004 році Ольга Пировога померла внаслідок серцевого нападу, викликаного хронічною перевтомою. До останніх днів вона була вірна лікарським професійним обов'язкам, колективу та місту, яким віддала понад 40 років життя. Після цих подій Дунаєвецький протитуберкульозний диспансер розформовано. Частину повноважень перебрало на себе відділення фтизіатрії Районної лікарні м. Дунаївці, територію звільняють під немедичні потреби міста, а більшу частину персоналу скорочено. Так закінчилась славна історія потужного лікувального центру, що за своє існування врятував життя багатьом своїм пацієнтам та був базою для практичної наукової діяльності в галузі лікування туберкульозу.

## Громадська діяльність
Принципово не будучи членом радянської комуністичної партії, Ольга Пирогова жила та працювала не заради нагород чи високих чинів, через що й не отримала більшості відзнак того часу. Головним в її життя були родина, професійний обов'язок медика та слідування простим якостям: чесності, порядності та людяності, чому вчила і власних дітей та онуків.
У 1982 році Ольга Пировога обирається народною засідателькою до Дунаєвецького суду. Спираючись на активну громадську позицію та користуючись авторитетом серед громади міста, вона бере участь у розгляді ряду справ, здійснюючи контроль над системою судочинства та справедливістю прийняття вироків.
У середині 1980-х Ольга Пирогова розпочала громадську ініціативу з доброустрою скверу «Військового містечка» Дунаївців по вул. Київська 8. Мешканцями були організовані регулярні суботники, прибирання території, збудована огорожа клумб та висаджені квітники, зокрема великий розарій. Але діяльність мешканців зіткнулася з регулярними проявами вандалізму, тому після кількох років невдячну ініціативу було майже припинено. Сквер втратив охайний вигляд, хоча серед рослин збереглися квітучі плющі та кущі.
Наприкінці 1980-х місто Дунаївці, як і більшість міст колишнього СРСР, відчули наслідки внутрішньої продовольчої кризи часів перебудови. Громада міста постала перед питанням забезпечення мешканців харчовими продуктами та одягом. У 1989 році після спрощення процедури виїзду громадян за межі СРСР Ольга Пирогова разом з чоловіком (Зінченком Вадимом Васильовичем) організовує ряд рейсів до країн близького зарубіжжя (Польща, Румунія, Болгарія, Туреччина) з метою закупівлі товарів першої необхідності згідно із запитами громадян. Така діяльність в період з 1989 по 1992 роки стала суттєвою допомогою для багатьох родин міста.
У період 1990-2000-х років Ольга Пирогова з однодумцями, допомагають малозабезпеченим та багатодітним сім'ям Дунаївців, які вимушені були виживати в умовах соціальної незахищеності. Основу допомоги складали продукти харчування, зібраний містом одяг та дитячі іграшки.
Літературознавство та колекціонування
Вже в чотири роки, навчившись читати, Ольга проявила захоплення літературою. Це захоплення знайшло прояв у великій домашній бібліотеці з понад 2500 книжок, у тому числі колекційних видань різної тематики та жанрів. Цим надбанням користувалися гості та друзі, нерідко позичаючи твори для читання, а учні шкіл міста саме тут знаходили матеріали для навчальних завдань. Сама ж Ольга Пирогова читала майже все — від класичних творів до сучасної літератури тих часів, хоча часто віддала перевагу жанрам історичних романів та детективним оповіданням.
Фермерство
у середині 1980-х років на околиці Дунаєвецького району в селі Варварівка, на місці старої занедбаної земельної ділянки із залишками сільської хати, Ольга Пирогова, разом з чоловіком — Вадимом Зінченком, розпочинають оздоблювати сад та закладають будинок, що так і не був добудований за життя власниці. Для господарських потреб збудовано колодязь. На ділянці в 5000 м2 розкинулось господарство з плодових дерев, кущів, квітника, бджолярського господарства. Така ж територія орендувалась під вирощування овочевих культур. Зовсім поруч розташовувався ліс з досить грибними місцями.
Підтримка давнього друга Ольги Пирогової — голови колгоспу «Україна» (с. Маків) Віталія Стеньгача, допомогла забезпечити господарство найкращими перевіреними на практиці сортами дерев та кущів, а також отримати безцінний професійний досвід відносно догляду за ними.
Рослинну та тваринну основу фермерського господарства складали:
- Плодові дерева: Волоські горіхи; Яблуні; Груші; Вишні; Черешні; Абрикоси; Сливи; Сакура (японська вишня).
- Плодові кущі: Чорна смородина; Порічка (Червона смородина); Агрус; Смородина; Полуниця; Суниця; Виноград.
- Овочі: Картопля; Кукурудза; Буряк; Огірок; Помідори; Морква; Капуста білокачанна; Цибуля ріпчаста; Цибуля зелена; Часник; Кабачок; Петрушка; Кріп.
- Гриби: Білі гриби; Маслюки; Сироїжки; Лисички.
- Мед: Гречаний; Квітковий.
- Свійська птиця: Курки домашні; Качки домашні; Індики.
- Свійські тварини: Свині; Кролі; Ондатри; Нутрії.
- Молочні продукти (з придбаної сировини): Сир; Масло.

Це домашнє господарство годувало не тільки родину власників, але й часто ставало в пригоді для забезпечення продуктами харчування Дунаєвецького протитуберкульозного диспансеру, особливо в складний для медицини період з 1990 по 2004 роки. До столу пацієнтів подавались свіжі та консервовані овочі та фрукти. Разом з колегами по роботі Пирогова завжди намагалася забезпечити максимально ефективне та корисне харчування в лікувальному закладі.
Краєзнавство
Ще в студентські роки, під час навчання в Чернівцях, Ольга багато вивчала місто та подорожувала ним. Серед інших улюблених місць були Хотин та старе місто Кам'янця-Подільського. Вулицями останнього Пирогова часто водила екскурсії для друзів та гостей родини, розповідаючи цікаві історичні факти про місто, замок та інші численні місцеві пам'ятки. Після переїзду до Дунаївців, у процесі професійної діяльності та завдяки спілкуванню з місцевими мешканцями, Ольга Пирогова вивчає місцевий край, відвідує садибу Орловських в Маліївцях, садибу Скібнєвських в Голозубинцях. Також стає частою гостею в селі Маків, яке славне залишками колишньої величі місцевого парково-садибного комплексу та мальовничими Товтрами на його околицях. За час робочих подорожей вдалося відвідати майже всі населені пункти Дунаєвецького району, велику кількість місць сусідніх районів та ознайомитись з їх пам'ятками.
Варто зазначити, що прізвище Пирогових має не останнє значення для Дунаївців. Перший чоловік Ольги — Микола Олександрович Пирогов, належав до родини вихідців з Росії, які переселилися на місцеві землі задля пошуку кращого життя, принісши свою культуру та уміння. Батько чоловіка відомий вирішенням у свій час питання забезпечення мешканців питною водою високої якості. З переказів дунаєвчан вода з «Пирогової керниці» завжди володіла чудовим смаком та чистотою. З розвитком інфраструктури Дунаївців, криниця втратила свою важливість, хоча й досі на місцевому рівні пам'ятають її творця та доглядають за пам'яткою.
Робочі будні Ольги Пирогової проходили не в простому місці. Територія Дунаєвецького протитуберкульозного диспансеру, до розміщення тут лікувального закладу, була маєтністю лікаря М. В. Рум'янцева. Ця постать досі викликає ряд спірних питань, через підозру у співпраці з німецькою окупантською владою під час Другої світової війни. Але незважаючи ні на що, лікар Рум'янцев відомий в Дунаївцях як «золотий» хірург, який перш за все виконував професійний обов'язок та рятував життя. Ольга Пирогова поставила за мету зберегти спадок минулих літ, та забезпечила догляд за територією та технічну справність споруд.
Досвід отриманий за роки дослідження Дунаєвеччини ліг в основу, розпочатої в 2015 році, громадської ініціативи, спрямованої на розвиток туристичної та культурної привабливості регіону. Цей проєкт отримав назву «Фундація Мосендз». На жаль, можливість реалізувати відповідний комплекс заходів з'явилася лише через 11 років після смерті Ольги Пирогової Пирогової.
Похована на центральній алеї Могилівського кладовища міста Дунаївці, поруч з чоловіком.

## Фундація Мосендз
У 2015 році на честь Ольги Пирогової та з ініціативи її доньки Олени Угольнікової (Пирогової) та онука Геннадія Угольнікова було започатковано громадський культурно-просвітницький проект «Фундація Мосендз». Назва проекту походить від дошлюбного прізвища Ольги Павлівни - Мосендз.
За перші 8 років він розрісся до кількох напрямків.
Дунаєвеччина туристична
Фундацією Мосендз, зокрема Геннадієм Угольніковим, започаткований перший ресурс у соціальних мережах присв‘ячений туристичним пам‘яткам Дунаєвеччини як історико-культурного регіону. Головною ціллю була популяризація регіону та формування туристичного потенціалу Дунаєвеччини.
За перші роки відбулось чотири експедиції «Дунаєвеччини туристичної» регіоном задля збору усіє можливої інформації про наявні та потенційні туристичні пам‘ятки та принади.
Висвітлюючи власні доробки та інформацію з інших джерел, окремі туристичні об‘єкти отримали широкої популярності. Фотографії регіону вигравали конкурси в туристичному проекті Wiki а також потрапляли в топ 5 найцікавіших місць України за версією ВВС Україна.
Зрештою, місцеві органи влади Дунаєвецької громади підхопили хвилю зростаючого інтересу до Дунаєвеччини та започаткували власні туристичні проекти, розробили ряд туристичних маршрутів.
ФК Дунаївці
У 2016 році Геннадій Угольніков започаткував перший інформаційний ресурс у соціальних мережах, присвячений футбольному клубу «Дунаївці». 
У тому числі, було створено статтю у Wikipedia, яка містила усі наявні той час дані про історію розвитку футбольного клубу "Дунаївці" від 1960-го року.
У 2019 році інтерес до клубу проявив великий бізнес. Зрештою клуб було перейменовано у ФК Епіцентр. Команда вдало виступила в аматрському чемпіонаті України, а також в статусі дунаївецького клубу виступала у професійній Другій лізі України. На цей час роботу Фундації Мосендз будо заморожено. Але з 2022 року, коли ФК Дунаївці повернулися до виступів в обласних змаганнях, ресурс відновив діяльність.
Кривохижинці
У 2022-2023 роках Геннадій Угольніков працював над збором та вивченням загальнодоступної інформації про історію села Кривохижинці, яке вважається родовою колискою для родини Мосендзів по лінії Ольги Павлівни Пирогової (до шлюбу Мосендз). 
Уся зібрана на той момент інформація була висвітлена у статті на Wikipedia присвяченій вже зникаючому на той час селу Кривохижинці.
Також у 2023 в соціальних мережах був заснований інформаційний ресурс про село Кривохижинці, покликаний зібрати більше інформації, спогадів, переказів та фактів про село, а також об‘єднати усіх хто походить або має відношення до села та його мешканців.
Дослідження прізвища Мосендз
На підставі даних про учасників Світових Воєн, загиблих, нагороджених, а також на підставі даних про перепис населення в Україні, Польщі, Росії та США, Геннадієм Угольніковим було сформовано статистичну вибірку та розраховано концентрацію прізвища з локалізацією на місцевості.
Аналогічним чином досліджені прізвища, що можуть бути спорідненими з Мосендз, серед яких: Мосенз, Мосьонз, Мосьондз. Окремі висновки дослідження містяться у статті в Wikipedia - Мосендзи.
Проєкти Фундації Мосендз були призупинені на час хвороби Геннадія Угольнікова у 2023 році.